# Chaudon
Chaudon is een gemeente in het Franse departement Eure-et-Loir (regio Centre-Val de Loire). De plaats maakt deel uit van het arrondissement Dreux. Chaudon telde op 1 januari 2022 1.689 inwoners.

## Geografie
De oppervlakte van Chaudon bedroeg op 1 januari 2022 11,34 vierkante kilometer; de bevolkingsdichtheid was toen 148,9 inwoners per km².

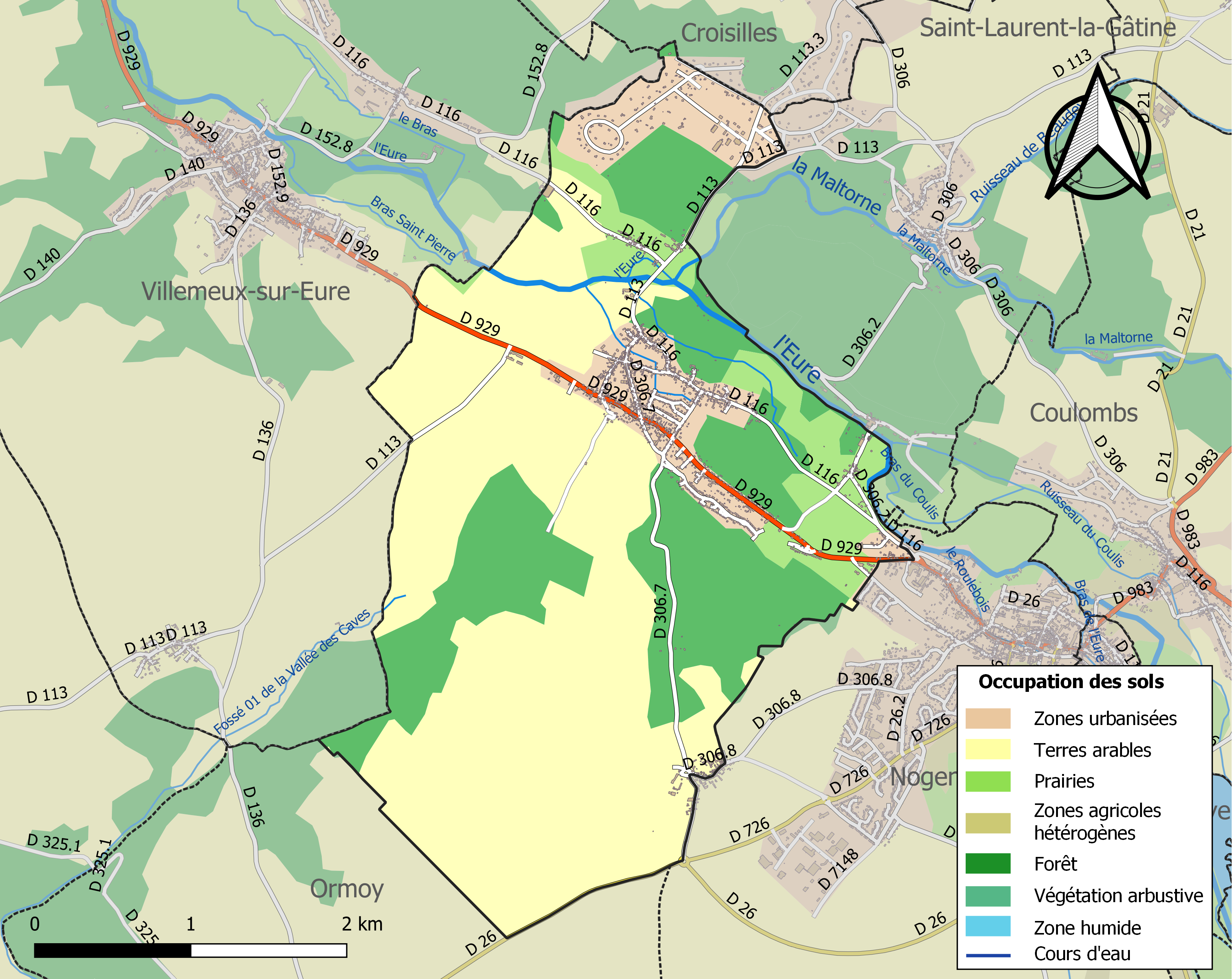
Kaart van de gemeente met belangrijkste infrastructuur, bodemgebruik en omliggende gemeenten

## Demografie
Onderstaande figuur toont het verloop van het inwonertal (bron: INSEE-tellingen).